# کرانه باختری

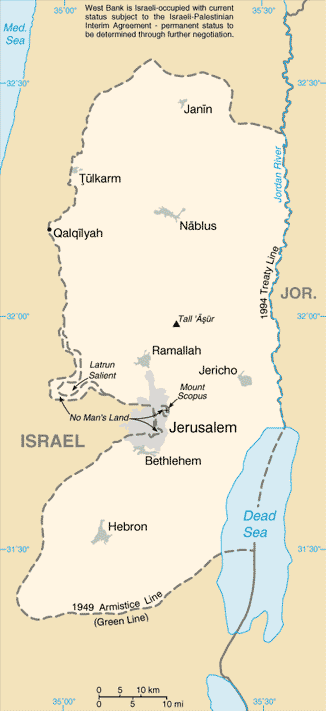

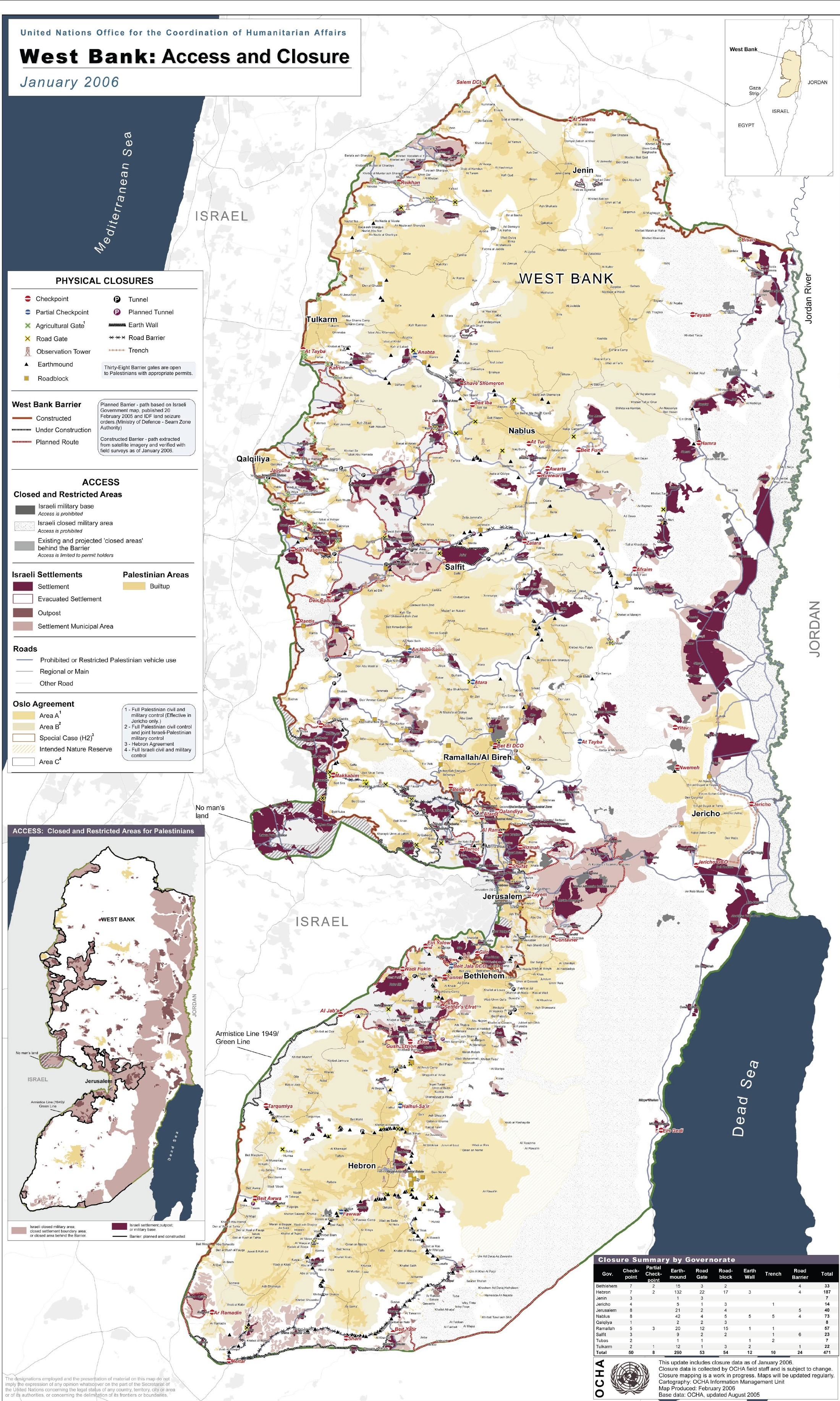

کرانه باختری (عربی: الضفة الغربیة؛ عبری: הַגָּדָה הַמַּעֲרָבִית‎، آوانگاری: HaGadáh HaMaʽarávit)، منطقه‌ای در غرب آسیا، واقع در سرزمین تاریخی شام است که به همراه نوار غزه، فلسطین را تشکیل می‌دهند و از سال ۱۹۶۷، تحت اشغال اسرائیل قرار دارند. این سرزمین، به سبب اینکه در غرب رود اردن قرار دارد، به کرانه باختری شهرت پیدا کرده است. اردن و دریای مرده در شرق و اسرائیل (از طریق خط سبز) در جنوب، غرب و شمال آن قرار دارند.
پس از شکست نیروهای امپراتوری عثمانی از بریتانیا در جنگ جهانی اول، دولت وقت بریتانیا در ۲۵ آوریل ۱۹۲۰ میلادی کنترل کرانه باختری را به‌همراه دیگر سرزمین‌های فلسطین برعهده گرفت و با تشکیل یک سیستم حکومتی تحت عنوان قیومیت بریتانیا بر فلسطین به‌کنترل کرانه باختری و دیگر مناطق فلسطین پرداخت. پس از جنگ استقلال اسرائیل در سال ۱۹۴۸ میلادی و تأسیس اسرائیل در بخشی از سرزمین‌های تحت قیومیت بریتانیا و تصرف کرانه باختری توسط ارتش اردن، پیمان صلح موقت ۱۹۴۹ میان رژیم تازه تأسیس اسرائیل و مصر، اردن، سوریه و لبنان به امضا رسید که بنابر مفاد آن مرزهای اسرائیل و فلسطین مشخص شده و کرانهٔ باختری تحت کنترل کشور اردن قرار گرفت. این عهدنامه تا آغاز جنگ شش‌روزه در سال ۱۹۶۷ اجرا می‌شد و پس از شکست اعراب از اسرائیل، کرانه باختری در اشغال نظامی ارتش اسرائیل بوده است.
کرانه باختری مرکز درگیری فلسطین و اسرائیل باقی مانده است. فلسطینیان آن را در کنار نوار غزه قلب فلسطین می‌دانند. اسرائیلی‌های دست راستی و مذهبی آن را موطن آبا و اجدادی خود، که مکان‌های بی شماری در کتاب مقدس شان دارد می‌دانند. در میان بعضی اسرائیلی‌ها تلاشی برای ضمیمه کردن کامل یا جزئی این سرزمین وجود دارد. علاوه بر این، این سرزمین خانه شمار در حال افزایشی از شهرک نشینان اسرائیلی است. بر پایهٔ آمارهای رسمی بین ۲۲۰ هزار تا ۳۰۰ هزار شهرک‌نشین اسرائیلی در ناحیه سی کرانهٔ باختری رود اردن که قانون اسرائیل در آن اعمال می‌شود زندگی می‌کردند، منطقه ای که بنا بر پیمان‌های اسلو قرار بود کنترل آن تا سال ۱۹۹۷ تقریباً کاملاً به تشکیلات خودگران فلسطین منتقل شود، ولی این اتفاق رخ نداد. جامعه بین‌المللی شهرک‌های اسرائیلی در کرانه باختری را بر اساس حقوق بین‌الملل غیرقانونی می‌داند. یک حکم مشورتی دیوان بین‌المللی دادگستری در سال ۲۰۰۴، با استناد به قانون ۱۹۸۰ که در آن اسرائیل نسبت به اورشلیم به عنوان پایتخت خود ادعا کرد، پیمان صلح ۱۹۹۴ اسرائیل و اردن، و پیمان‌های اسلو، نتیجه‌گیری کرد که کرانه باختری از جمله بیت‌المقدس شرقی همچنان سرزمین‌های اشغال‌شده توسط اسرائیل هستند.

## مناطق پرجمعیت
| مناطق        | جمعیت  |
| ------------ | ------ |
| البیره       | ۴۵۹۷۵  |
| بیتار ایلیت  | ۶۴۰۱۵  |
| بیت‌لحم       | ۳۰۰۰۰  |
| گاش اتزیون   | ۴۰۰۰۰  |
| الخلیل       | ۲۱۵۰۰۰ |
| اریحا        | ۲۵۰۰۰  |
| اورشلیم شرقی | ۴۰۰۰۰۰ |
| جنین         | ۴۷۰۰۰  |
| معاله آدومیم | ۳۱٬۷۰۰ |
| مودیین الیت  | ۳۴۵۱۴  |
| نابلوس       | ۱۳۵۰۰۰ |
| قلقیلیه      | ۴۰۰۰۰  |
| رام‌الله      | ۶۰۰۰۰  |
| طولکرم       | ۷۵۰۰۰  |
| یاتاه        | ۴۲۰۰۰  |
| آریل         | ۱۶٬۹۰۰ |

از مهم‌ترین مناطق پرجمعیت در کرانه باختری می‌توان به شهرهای نابلس، آریل، ابودیس، رام‌الله، البیره، معاله آدومیم، بیت‌لحم، بعیتار ایلیت، گاش اتزیون، الخلیل، توباس و یاتاه اشاره کرد. شهر جنین در شمال کرانه باختری و در مجاورت شهرهای عرب‌نشین قلقیلیه و طولکرم قرار دارد. همچنین شهر فلسطینی‌نشین اریحا در شمال دریای مرده قرار دارد.